# Bomolocha thermesialis
Bomolocha thermesialis là một loài bướm đêm trong họ Noctuidae.